# Xian de Jingyuan (Gansu)
Pour les articles homonymes, voir Jingyuan.
Le xian de Jingyuan (靖远县 ; pinyin : Jìngyuǎn Xiàn) est un district administratif de la province du Gansu en Chine. Il est placé sous la juridiction de la ville-préfecture de Baiyin.
La prison de Baiyin et la prison de Jingyuan sont des prisons dans le village de Beiwan qui appartient au xian. La prison de Tongcheng est une prison dans le village de Zhongbao qui appartient au xian.

## Démographie
La population du district était de 460 963 habitants en 1999.

### Sources
- (en) Laogai handbook